# ویوین کمبل
ویوین پتریک کمبل (انگلیسی: Vivian Patrick Campbell؛ تلفظ نام‌خانوادگی: ‎/ˈkæmbəl/‎) مشهور به ویوین کمبل نوازنده گیتار و آهنگساز متولد ۲۵ اوت ۱۹۶۲ در بلفاست ایرلند شمالی است. او یکی از اعضای اولیه گروه هارد راک دف لپارد است. همچنین او عضو گروه‌های نام آشنای دیگری چون دیو و وایت‌اسنیک نیز بوده است.

## پیشینه
ویوین کمبل نواختن گیتار را از دوازده سالگی آغازید و توانست در طول عمر هنریش تا به امروز در گروه‌های بزرگی چون دف لپارد، دیو و وایت‌اسنیک کار موسیقی را پی بگیرد. ویوین تحصیلات خود را در مدرسه معروف راث‌مور گرامر اسکول در بلفاست گذراند.
او در ۱۵ سالگی به گروه سویت سویج که یک گروه موج نو هوی متال انگلیسی است پیوست، گروهی که متالیکا از آن الهام بسیار گرفته بود تا بدانجا که قطعه «کشتن زمان» را از این گروه در آلبوم روزهای گاراژ الحاقی خود کاور کرد. کمبل در اوایل ۱۹۸۳ سویت سویج را ترک گفت و به گروه هوی متال دیو پیوست. گروهی که به رهبری رانی جیمز دیو آغاز بکار کرده بود. کمبل در ضبط سه آلبوم با دیو همراه شد، اما در ۱۹۸۶ ویوین که از مدیریت گروه راضی نبود دیو را ترک گفت و به وایت‌اسنیک پیوست.
در ۱۹۸۷ کمبل که از دیو به تازگی جدا شده بود، به گروه هوی متال بریتانیایی وایت اسنیک پیوست، اما این پیوستگی چندان ادامه نیافت و در خلال برگزاری تور گروه در ۱۹۸۷-۱۹۸۸ ویوین کمبل از وایت‌اسنیک اخراج شد که دلیل آن را رفتار و گفتار منفی او بیان شد.
پس از جدایی از وایت‌اسنیک، کمبل چندین سال را بدون حضور در هیچ گروه موسیقی گذراند اما در ۱۹۹۲ سرانجام او به گروه راک دف لپارد ملحق شد و جایگزین نوازنده گیتار گروه یعنی استیو کلارک که در ۸ ژانویه ۱۹۹۱ فوت شده بود، قرار گرفت. همراهی کمبل با دف لپارد برای ۱۷ سال است که ادامه دارد. اما او در میان همکاری با گروه، در چندین پروژه دیگر نیز همکاری کرده است و همچنین او در سال ۲۰۰۵ آلبوم شخصی Two Sides Of If را منتشر کرد.